# Wilhelm Filderman
 (mars 2016).
Wilhelm Filderman (né le 12 septembre 1882 à Bucarest et mort le 5 avril 1963 à Paris 17e) est le président de la Fédération des communautés juives de Roumanie (FUCE) et député au Parlement roumain, jusqu'à son exil en France.

## Jeunesse
Willy Filderman est le fils d'un éditeur et imprimeur nommé initialement Fieldermann. La famille n'est pas très religieuse et les Filderman militent pour l'intégration. Au lycée, son meilleur ami est un chrétien orthodoxe, Ion Antonescu, futur maréchal et dictateur de Roumanie. Filderman, après sa licence de droit à Bucarest, poursuit ses études à Paris et sort de la Sorbonne docteur en droit en 1910. Il parle couramment yiddish, hébreu, latin, allemand, roumain, français et italien.

## Carrière
Durant la Première Guerre mondiale Filderman fut lieutenant dans l'armée roumaine, alliée de la Triple-Entente. Lors des négociations de reddition en février 1918 (l'armée russe s'était retirée du conflit et la Roumanie se trouva seule face aux Allemands), il rencontra brièvement Erwin Rommel alors lieutenant dans l'armée allemande[réf. nécessaire], et le général français Henri Berthelot qui commandait la mission française en Roumanie. À la fin 1918 et en 1919, il fit partie de la délégation roumaine à la Conférence de la paix de Paris, où il retrouva de nombreux amis, condisciples de la Sorbonne et de la société philanthropique « L'Athénée des étrangers ». Entre les deux guerres mondiales, il fut presque constamment réélu député, tantôt sur des listes libérales, tantôt sur celle de la communauté juive de Roumanie. Durant tout ce temps, le général Ion Antonescu, pro-allié comme le gouvernement roumain, demeura son ami.
Durant la Deuxième Guerre mondiale, Filderman se mit en relation avec l'Agence juive et obtint de Ion Antonescu, devenu - selon ses propres déclarations - un « Pétain roumain » et chef d'un régime fasciste et antisémite, que les responsables de la société d'émigration vers la Palestine « Aliyah » (notamment Eugène Meissner et Samuel Leibovici) et ceux du Service maritime roumain (dont plusieurs étaient affiliés à une autre société philanthropique, « L'Étoile du Danube ») puissent organiser l'émigration des juifs roumains vers la Palestine. Mais en décembre 1941 les Anglo-Américains déclarèrent la guerre à la Roumanie et ne délivrèrent plus de visas aux juifs roumains, tandis que les exigences de l'Allié nazi d'Antonescu pesèrent de plus en plus lourd. La situation des juifs et de Filderman empira, et le 30 mai 1943, il fut déporté vers la Transnistrie, véritable mouroir où le typhus, la malnutrition, le froid, l'armée roumaine et les Einsatzgruppen décimaient Juifs, Roms, résistants et intellectuels roumains progressistes (250 000 en moururent).
Délivré par l'Armée rouge en mars 1944, Willy Filderman participa à la brève renaissance démocratique de la Roumanie entre août 1944 et mars 1945. Il fut réélu député et président de l'Union des Juifs de Roumanie. Mais après le coup d'État communiste du 6 mars 1945, considéré comme « bourgeois cosmopolite », il fut persécuté et assigné à résidence. Lors du procès d'Ion Antonescu en 1946, ce dernier l'appela à témoigner pour la défense, mais Filderman n'y fut pas autorisé. Antonescu sera condamné à mort et exécuté. Finalement Willy Filderman s'enfuit de Roumanie en 1948 et s'établit à Paris où il exerça la profession d'avocat, et où il s'éteignit en 1963, non sans avoir publié quelques récits tels que Iadul pe pământ (« Enfer sur Terre »), avec Raul Rubsel, Paris 1955.